# 鈴木練三郎
鈴木 練三郎（すずき れんざぶろう、嘉永元年（1848年） - 慶応4年8月21日（1868年10月6日））は、播磨国姫路出身の新選組隊士。歩兵差図役下役。
慶応3年（1867年）、新選組に入隊。局長近藤勇の側近を務める。
戊辰戦争では鳥羽・伏見の戦いを経て会津戦争に参戦。母成峠の戦いで戦死した。享年21。